# Eotettix palustris
Eotettix palustris är en insektsart som beskrevs av Morse 1904. Eotettix palustris ingår i släktet Eotettix och familjen gräshoppor. Inga underarter finns listade i Catalogue of Life.